# Echinoascotheca duplooformis
Echinoascotheca duplooformis är en svampart som beskrevs av Matsush. 1995. Echinoascotheca duplooformis ingår i släktet Echinoascotheca och familjen Phaeotrichaceae.   Inga underarter finns listade i Catalogue of Life.